# Hypsugo pulveratus
Hypsugo pulveratus é uma espécie de morcego da família Vespertilionidae. Pode ser encontrada na China, Laos, Tailândia e Vietname.